# Reederij J.H. van Swieten
Reederij J.H. van Swieten was een beurtvaartrederij die vanuit Amsterdam en Rotterdam actief was in het vervoer op België en Noord-Nederland. Vanaf 1934 werd ook met vrachtwagens gereden, die voor het bedrijf gaandeweg belangrijker werden.

## Geschiedenis
De uit een Amsterdamse kruiersfamilie afkomstige Theodorus van Swieten (1815 - 1903) had een verscheidenheid aan baantjes, waaronder dat van kruier en mogelijk vanaf 1855 dat van expediteur. Vanaf 1860/61 was hij in de hoofdstad geregistreerd als expediteur en scheepsbevrachter.
Samen met zijn zoon Johannes Hendricus (1845 - 1914) opende hij in 1874 een stoombootdienst van Amsterdam op Antwerpen en Brussel, met het 133 ton metende schip Antwerpen, waarin ook anderen participeerden (partenrederij). In 1888 kon het beheer van het schip in zijn geheel worden overgenomen. Als expediteurs moeten zij daarnaast ook andere scheepsruimte hebben gecharterd. Begin twintigste eeuw werd een tweede schip in de vaart gebracht, de Brussel, van eveneens een bescheiden tonnage: 147. 
In de periode 1910-1912 werden drie nieuwe schepen aangeschaft en de andere twee hernoemd. De schepen van Van Swieten heetten nu alle Amstel (I tot en met V). Het was nog steeds een rederij met een bescheiden omvang; aan de kade te Antwerpen verscheen Van Swieten in 1913 slechts één keer per week. Kleinzoon Theodorus Hendricus Maria van Swieten (1876 - ?) trad toe tot de firma en werd na het overlijden van zijn vader in 1914 directeur. In 1915 werd het familiebedrijf omgezet in een naamloze vennootschap, de "NV Stoombootreederij J.H. van Swieten", waarbij alle aandelen binnen de familie bleven. 
In 1916 trad Theodorus af als directeur en hij werd opgevolgd door C.G. Schweers, die sinds 1905 bij Van Swieten in dienst was. Onder zijn leiding werd in de jaren 1920/23 de vloot uitgebreid en deels vernieuwd en gemotoriseerd. In 1924 werd een lijn op Groningen aan de dienstregeling toegevoegd. Vanwege felle concurrentie, door onder meer de Hunzeboot, was deze dienst zakelijk gezien van beperkt belang.

### Ontwikkeling van de vloot
De vlootlijst vermeldde in 1923 de Amstel I tot en met VIII. Een jaar later had Van Swieten nog zes schepen, met gezamenlijk 1370 ton, waaronder drie motorschepen. In 1929 beschikte men over een laadvermogen van 1953 ton, verdeeld over twee stoom- en zes motorschepen. In 1936 had de rederij tien motorschepen in de vaart, plus een reserve stoomschip, samen 2378 ton metend. Daarnaast had men de beschikking over 11 dekschuiten. Ondanks de gevolgen van de Grote Depressie kon Van Swieten doorheen de hele jaren dertig blijven uitbreiden.

### Vrachtwagens
Vanaf de jaren twintig ondervond de gehele binnenvaart steeds meer concurrentie van de vrachtwagen. Deze was in aanschaf veel goedkoper dat een stoomboot, vergde minder personeel en kon op meer plaatsen komen dan een schip. De meeste beurtvaartrederijen startten in de jaren dertig zelf met vervoer over de weg, eerst aansluiten op de bootdiensten, later parallel ermee. Van Swieten liet in 1934 de eerste vrachtwagen rijden en breidde uit in 1935. Vanaf 1936 werden directe vrachtwagendiensten onderhouden van Amsterdam en Rotterdam op Groningen en op België.

### Oorlog en wederopbouw
De crisis van de jaren dertig was pijnlijk voor de binnenvaart, maar de Tweede Wereldoorlog was ronduit desastreus. Schepen en vrachtwagens werden gevorderd of raakten beschadigd bij gevechtshandelingen. Er waren brandstoftekorten, de vraag naar vervoer nam af en in de loop van 1944 kwam de binnenvaart, met een paar uitzonderingen, grotendeels stil te liggen.
Van Swieten verloor haar tweede kantoor bij het bombardement op Rotterdam. Gaandeweg werd meer en meer materieel gevorderd en bij de bevrijding had de rederij geen schip of vrachtwagen meer over. Materieel moest worden opgespoord en bleek vaak in erbarmelijke staat te verkeren. Toch vermeldde de vlootlijst in 1946 alweer vijf eigen schepen, naast de nodige gehuurde scheepsruimte. In 1950 waren de Amstel IV, VI tot en met X, XIV, XV en XVIII weer in de vaart, met een gezamenlijke laadvermogen van 1729 ton. 
De industriële productie was in Nederland al heel snel op het niveau van voor de oorlog en internationaal wegtransport nam na de oorlog een grote vlucht. In 1947 begon Van Swieten een ommezwaai te maken naar wegtransport, met lijnen op België en later Frankrijk en Luxemburg. Concurrenten konden worden overgenomen en het wagenpark werd uitgebreid. In 1955 telde het bedrijf 9 vrachtwagens voor stadsexpeditie, 7 op binnenlandse lijnen en 13 wagens met aanhangers in het internationaal transport.

### Samenwerking, overnames
Behalve Van Swieten opereerden tussen West-Nederland en Groningen twee andere, aanvankelijk veel grotere rederijen: de Groninger-Rotterdammer Stoomboot Maatschappij en de Groninger & Lemmer Stoomboot Maatschappij. Het maken van afspraken tussen de drie was met regelmaat geprobeerd vanaf 1896, maar het mislukte steeds. Na de oorlog waren de omstandigheden beduidend anders en na geruime onderhandelingen kwam in 1948 een nauwe samenwerking tot stand in de Groninger Beurtvaart NV i.o. Schepen werden in gemeenschappelijke exploitatie genomen, kantoren samengevoegd en diensten op elkaar afgestemd. In 1952 kon Van Swieten nagenoeg alle aandelen van de GRSM overnemen, waardoor de samenwerking op scherp kwam te staan. Een jaar later kon Van Swieten ook de aandelen van de GLSM in bezit krijgen, zodat de nieuwe onderneming geheel onder de leiding van Van Swieten kwam te staan. Na de fusie droegen de voertuigen de naam Groninger Beurtvaart.